# آن دبليو. أرمسترونغ
آن دبليو. أرمسترونغ (بالإنجليزية: Anne W. Armstrong)‏ (20 سبتمبر 1872، غراند رابيدز في الولايات المتحدة - 17 مارس 1958، أبينغدون في الولايات المتحدة)؛ كاتِبة، سيدة أعمال وروائية أمريكية.